# Musopen
Musopen — онлайновая музыкальная библиотека свободной от авторского права (в общественном достоянии) музыки. Миссия Musopen — записать или получить записи, которые не имеют авторских прав так, чтобы его посетители могли слушать, повторно использовать или любым способом наслаждаться музыкой.

## История
Сайт основан Аароном Данном во время учёбы в Skidmore College в 2005 году. Проект начинался как экспериментальный и с тех пор стал одним из самых популярных и обширных защищённых авторским правом и являющихся общественным достоянием музыкальных источников в Интернете.
В 2008 году силами Musopen 32 сонаты Бетховена в исполнении фортепиано перешли в общественное достояние.
В 2010 году был организован сбор средств на развитие сайта через Kickstarter. Первоначальная цель в $ 11000 была легко достигнута, а итоговый сбор составил $ 68359
.
Сейчас на сайте находятся свыше 350 произведений 90 композиторов по направлениям ренессанс, барокко, классика, модерн, романтика. В составлении принимали участие 49 исполнителей из разных стран. Банк сайта пополняется как самими авторами, так и волонтерами из разных стран.
Композиции из библиотеки публикуются на facebook, twitter, также специальный код можно вставить в блог или разместить на любом сайте.
Musopen является зарегистрированной в США некоммерческой благотворительной организацией, находится в Пало-Альто, штат Калифорния.

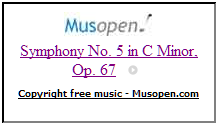
Форма Musopen для размещения записи на другом ресурсе

### СМИ о Musopen
- Ars Technica
- EFF
- Wired UK
- OsStatic
- UAI (недоступная ссылка)
- The Nation Newspaper (Argentina) (недоступная ссылка)
- BoingBoing
- Lifehacker
- PC World Germany
- Slashdot